# Rundfunkjahr 1954

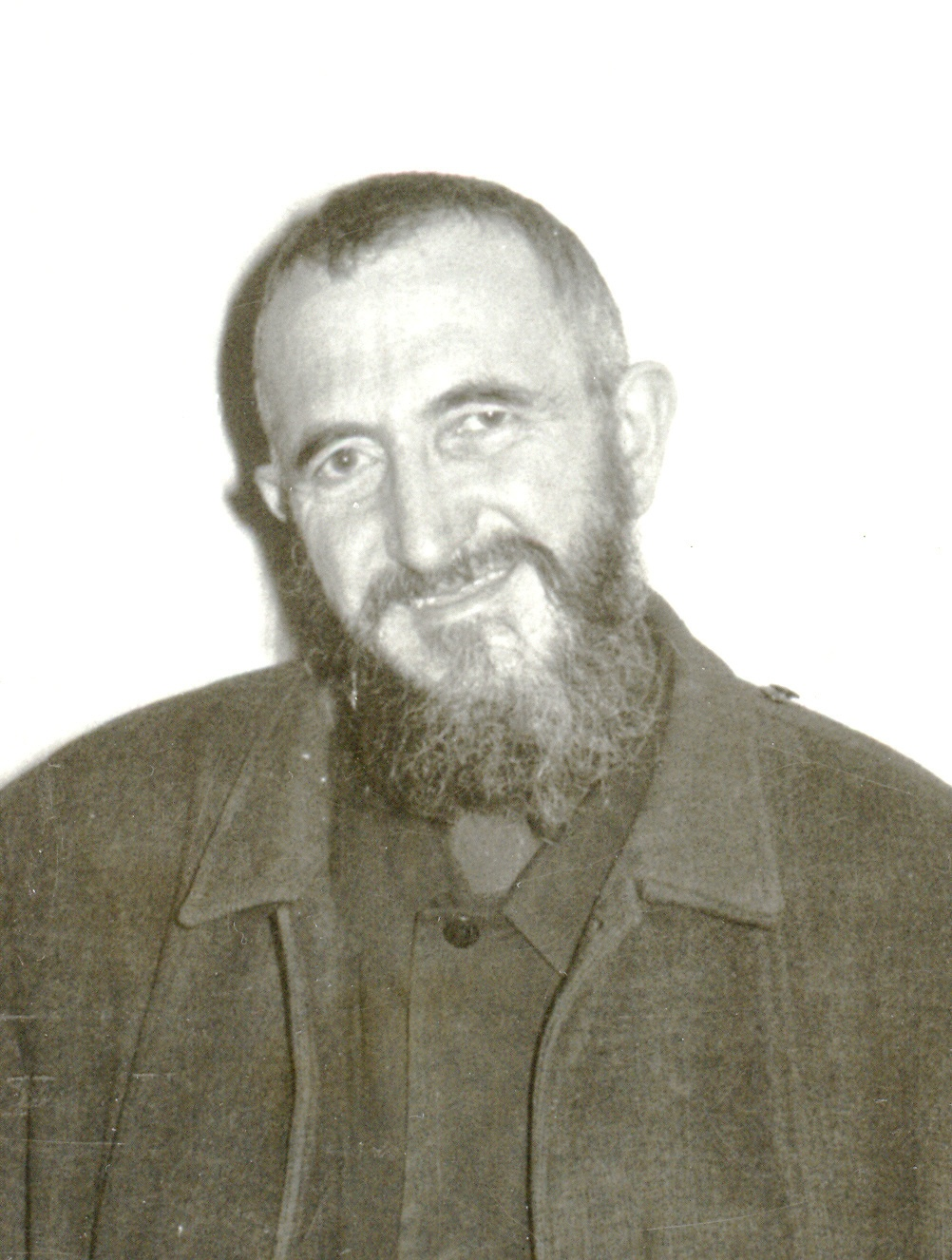
1954: Über Radio Luxemburg appelliert der französische Priester Abbé Pierre an seine Landsleute

Liste der Rundfunkjahre

◄◄ | ◄ | 1950 | 1951 | 1952 | 1953 | Rundfunkjahr 1954 | 1955 | 1956 | 1957 | 1958 | ► | ►►

Weitere Ereignisse

## Allgemein
- RCA Victor, eine Tochtergesellschaft der General Electric beginnt mit dem Verkauf von Farbfernsehgeräten.
- In Potsdam wird die Hochschule für Film und Fernsehen eröffnet.
- 15. Februar – In Österreich wird im Laufe des Jahres die Rundfunkhoheit von den vier Besatzungsmächten USA, Sowjetunion, Großbritannien und Frankreich an die österreichische Bundesregierung übertragen. Als erster öffentlicher Verwalter des österreichischen Rundfunks wird Alfons Übelhör bestellt.
- 30. Juli – Das britische Parlament beschließt die Einführung von Privatfernsehen.
- 5. Oktober – In Österreich entscheidet der Verfassungsgerichtshof, dass das Rundfunkwesen in die Zuständigkeit des Bundes fällt, und legt damit einen der Grundsteine für das spätere ORF-Monopol.
- 18. Oktober – In den USA wird das erste kommerzielle Transistorradio, das Regency TR-1 vorgestellt.

## Hörfunk

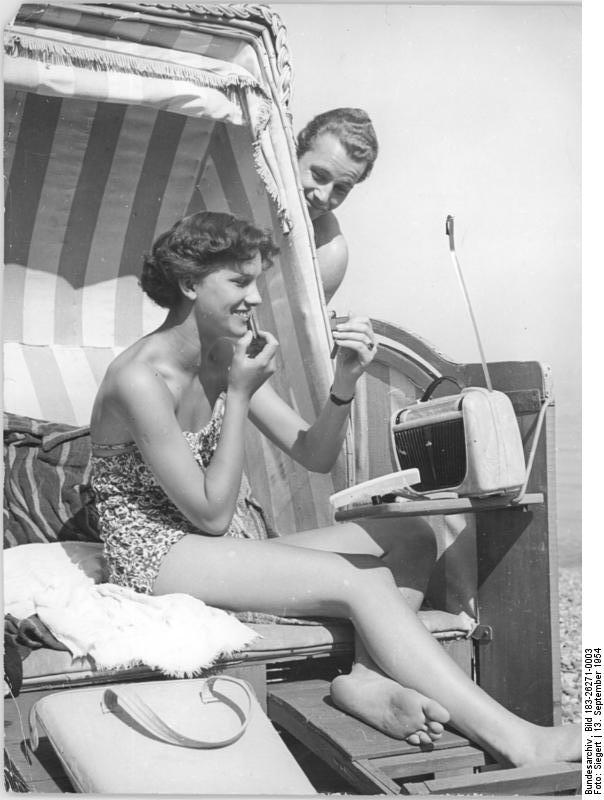
Strandurlaub mit Radio

- 1. Januar – Der Hessische Rundfunk beginnt mit der Ausstrahlung von Werbesendungen.
- 1. Februar – Mit den Worten “Mes amis, au secours!” (dt.: „Meine Freunde, helft!“) appelliert der französische Priester und Gründer Wohltätigkeitsorganisation Emmaus, Abbé Pierre über Radio Luxemburg an seine Landsleute, für Obdachlose, die während des außergewöhnlich harten Winters 1953/54 vom Kältetod bedroht sind, zu spenden. Der „Aufruf von Abbé Pierre“ löst eine beispiellose Welle der Solidarität aus, die französische Presse spricht von einem “Aufstand der Barmherzigkeit”.[1]
- 30. März – Auf NBC Radio wird die letzte Folge der Krimiserie Rocky Fortune mit Frank Sinatra ausgestrahlt.
- 1. Juni – Der Sender Freies Berlin nimmt seinen Betrieb auf.
- 4. Juli – Herbert Zimmermann berichtet in einer berühmt gewordenen Rundfunkreportage über das „Wunder von Bern“ genannte Endspiel der WM 1954 in der Schweiz, bei der Deutschland den Favoriten Ungarn schlagen kann.
- 17. September – Der NWDR in Köln beginnt mit der Ausstrahlung des 8-teiligen Hörspiels Paul Temple und der Fall Jonathan von Francis Durbridge mit René Deltgen, Annemarie Cordes und Kurt Lieck in den Hauptrollen (Regie: Eduard Hermann).
- 20. September – Der NWDR Hamburg sendet erstmals das wohl berühmteste Hörspiel der Rundfunkgeschichte, Unter dem Milchwald von Dylan Thomas. Die Übersetzung stammte von Erich Fried; die Regie führte Fritz Schröder-Jahn.
- 25. September – Mit der 228. Folge geht auf CBS die Anthologieserie Escape zu Ende.
- 1. November – Ausbruch des algerischen Unabhängigkeitskrieges gegen die Kolonialmacht Frankreich: per Hörfunk ruft die FLN die algerische Bevölkerung zum Widerstand auf.
- 28. November – Der Hessische Rundfunk sendet die erste Folge der Hörspielreihe Hesselbach GmbH von und mit Wolf Schmidt, unter der Regie von Karlheinz Schilling aus. Sie ist die Fortsetzung der Serien Familie Hesselbach (1949–1953) und Prokurist a. D. Hesselbach, Büro für Lebensberatung (1953–1954).

## Fernsehen

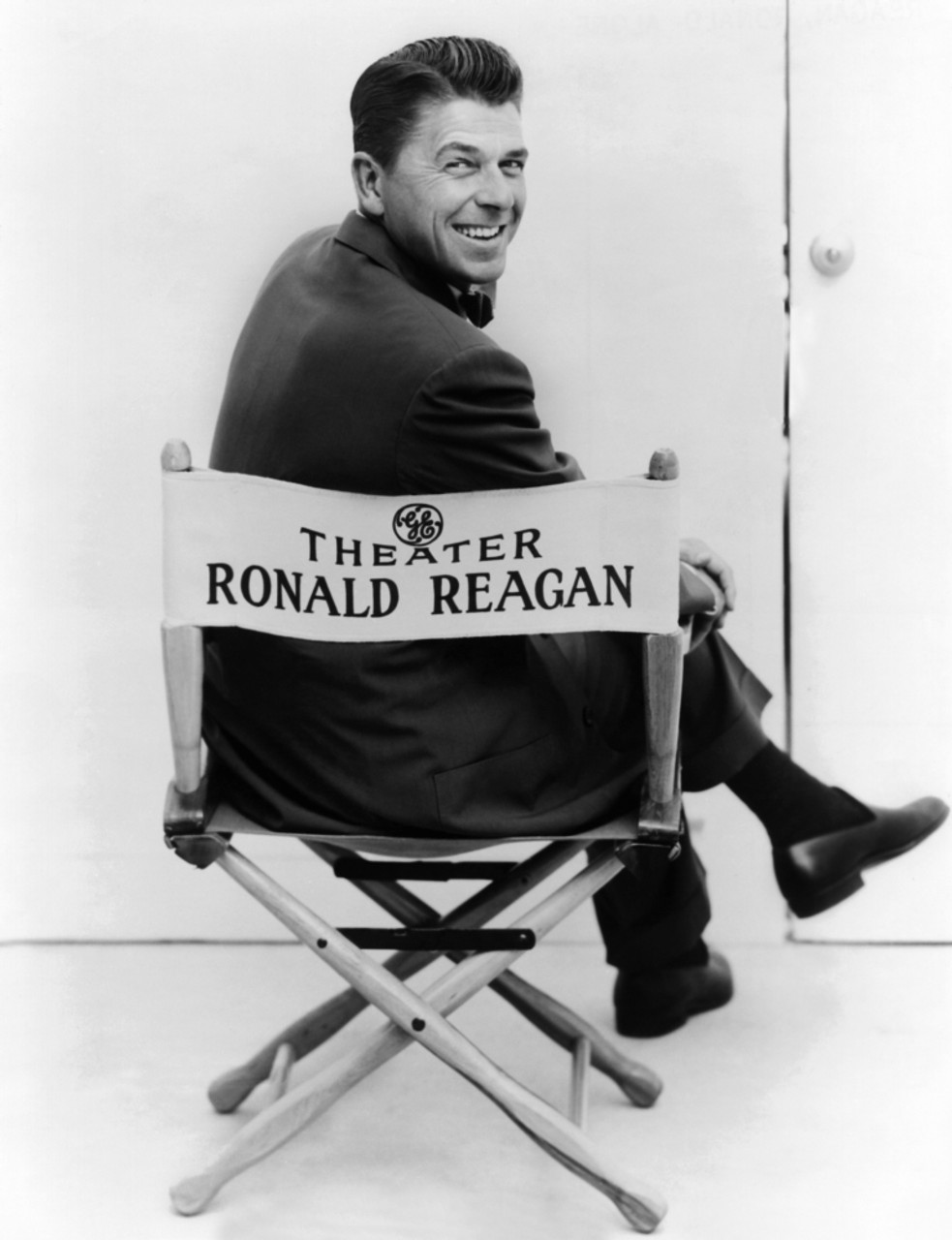
1954: Ronald Reagan ist erstmals als Host des General Electric Theatre zu sehen

- 3. Januar – Die RAI beginnt mit der Ausstrahlung von regelmäßigen Fernsehsendungen in Italien.
- 14. Januar – In Norwegen startet ein Fernsehversuchsbetrieb.
- 9. März – Ein kritischer Bericht des CBS-Nachrichtenmagazins See It Now von Edward R. Murrow läutet das politische Ende der McCarthy-Ära ein.
- 6. Juni – Nach der Gründung der Eurovision in Genf wird das Narzissenfest in Montreux übertragen. Die erste Eurovisionssendung wird in sieben weitere Länder ausgestrahlt.
- 13. Juni – Mit der Nationalhymne und einer Ansprache von Präsident Gustavo Rojas Pinilla startet Kolumbien ins Fernsehzeitalter.
- 26. September – Der Hollywoodschauspieler und spätere US-Präsident Ronald Reagan ist zum ersten Mal als Gastgeber von General Electric Theater, eine Werbesendung für zahlreiche Produkte der General Electric zu sehen. Durch die Serie wird Reagan wohlhabend und kann seinen Bekanntheitsgrad noch weiter steigern. Seine zunehmende Hinwendung zum politischen Konservatismus in dieser Zeit führt zur Zerrüttung mit seinem Arbeitgeber und zum Ende der Show im Jahr 1962, als Reagan die TVA als eines der Probleme von “big government” bezeichnet.
- 29. September – Die Familie Schölermann wird erstmals ausgestrahlt. Damit ist auch das Genre der Familienserie im deutschen Fernsehen angekommen.
- 15. Oktober – Auf ABC läuft die erste Folge der Serie The Adventures of Rin Tin Tin.
- 27. Oktober – Auf ABC ist die erste Folge von The Wonderful World of Disney zu sehen. Die von zunächst Walt Disney präsentierte Show zeigt diverse Trickfilme. Die Sendung bleibt auf verschiedenen Sendern mit wechselnden Titeln und Präsentatoren bis 2008 im Programm.
- 1. November – Die ARD beginnt mit der Ausstrahlung ihres Gemeinschaftsprogrammes unter der Bezeichnung Deutsches Fernsehen und übernimmt damit das bereits 1952 begonnene NWDR-Fernsehen vom NWDR.
- 1. November – Das französischsprachige Westschweizer Fernsehen Télévision Suisse Romande nimmt in Genf seinen Sendebetrieb auf.
- 8. November – In seinem Regionalfenster strahlt der BR erstmals die Münchner Abendschau aus.
- 19. November – Mit einer Ansprache von Fürst Rainier nimmt TMC Monte Carlo seinen Sendebetrieb auf.
- 12. Dezember – Die BBC zeigt eine von ihr selbst produzierte Fernsehfassung des Romans 1984 von George Orwell.

## Geboren
- 19. Januar – Katey Sagal, US-amerikanische Schauspielerin (Peggy Bundy in Eine schrecklich nette Familie) wird in Los Angeles geboren.
- 29. Januar – Oprah Winfrey, US-amerikanische Talkshowmoderatorin, wird im Bundesstaat Mississippi geboren.
- 2. Februar – Hansi Hinterseer, österreichischer Skirennläufer, Schauspieler und Sänger wird in Kitzbühel geboren.
- 7. Februar – Dieter Bohlen, deutscher Produzent und Songwriter wird in Berne, Niedersachsen geboren.
- 15. Februar – Matt Groening, US-amerikanischer Trickfilmer (Die Simpsons) wird in Portland, Oregon geboren.
- 20. April – Gero von Boehm, deutscher Journalist und Fernsehproduzent wird in Hannover geboren.
- 23. April – Michael Moore, US-amerikanischer Filmregisseur und Autor wird in der Nähe von Flint, Michigan geboren.
- 29. April – Jerry Seinfeld, US-amerikanischer Schauspieler und Comedian (Seinfeld, 1989–1998) wird in Brooklyn, New York geboren.